# 身分制度
身分制度（みぶんせいど）とは、職分や階級によって振り分けられている社会的制度のこと。
多数の国に於いて身分制度が撤廃されているが、王族や貴族が現在も残る国や地域では、明確に区別されている。

## インド
インドにはカーストとよばれる身分制度がある。

## 日本

### 身分差別の発生に関する説
被差別民を造ったのは、秀吉や家康などの権力者であるという「近世政治起源説」があったが、現在では中世にはすでに「非人」と呼ばれる被差別民が存在していた事が分かっており、抑圧委譲から民衆の間に「賤視」が生まれたとする説が唱えられている。
中世の被差別民は、「延喜式」に清浄な地への「濫僧・屠者等」の居住を禁じる法があることから「おそくとも10世紀には鴨川の地に原形が生まれていた」と大山喬平は主張している。10世紀の京都では「濫僧・屠者等」などと呼ばれた人々が、神道のケガレ観念によって排除され始め、11世紀には「牛馬の処理」が行われており、13世紀には「えた」身分差別が成立していたという。

### 皇族の存続に絡む身分の区分
敗戦後に貴族階級(華族や士族)と一部の傍系皇族が廃止され、全ての国民が平等(所謂平民)となったものの、天皇を筆頭に直系皇族が廃止されずに残った。
戸籍が存在しないので日本国民に該当しないが、民族的な括りは日本国民となる。過去からの慣例に従い、天皇や皇族の呼称も、陛下、殿下、様などを公式に用いる為、限定的な身分制度が存在する。

## 北朝鮮
朝鮮民主主義人民共和国では、本人の出自や思想動向などによって分類された「身分」とそれにもとづく統治制度である「出身成分」が存在する。北朝鮮における「出身成分」は、社会生活の基本となっているうえ、西側自由主義社会では個人の運命を左右していることもある。「出身成分」は、身上調書にあたる「成分調査書」によって詳細に定められている。

### 日本
- 大山喬平『日本中世農村史の研究』岩波書店、1978年12月。ISBN 978-4000016209。
- 斎藤洋一『身分差別社会の真実』講談社〈講談社現代新書〉、1995年7月。ISBN 978-4061492585。

### 北朝鮮
- 安明哲『北朝鮮絶望収容所―完全統制区域の阿鼻地獄』ベストセラーズ、1997年5月。ISBN 978-4584182871。
- 重村智計『最新北朝鮮データブック』講談社〈講談社現代新書〉、2002年11月。ISBN 978-4-06-149636-1。